# Musée suisse de l'Orgue
Le musée suisse de l'Orgue est situé à Roche, en Suisse.

## Collections
Du prototype d'un orgue réalisé en 246 av. J.-C. à Alexandrie (reconstitué grandeur nature) au grand orgue de concert Tschanun de 2700 tuyaux (1934) en passant par : 
- l'orgue hydraulique (vers l'an 246 av. J.-C.),
- plusieurs instruments d'époques diverses, dont un buffet haut de 6 mètres et construit en 1778 par Samson Scherrer, facteur d'orgues d'origine suisse et de grande réputation.
- divers équipements permettant des expériences acoustiques de vulgarisation
- Un "acribès", dispositif inventé par Adrien Rougier, permettant de mémoriser à l'avance plusieurs dizaines de combinaisons ajustables[1].

Lors des visites guidées par le conservateur, celui-ci procède à diverses démonstrations et auditions.
Pierre-Alain Clerc a fait don de 4 instruments au musée.
En 2010, Jean-Jacques Gram en assurait la direction.

## Location
Il est situé dans une grange relais, ancienne étape sur la plus antique route romaine de Suisse menant au Grand-Saint-Bernard. La grange était connue comme le relais de la Roche. En 1970, la commune de Roche rachète le bâtiment et le rénove.

## Documentation
Un CD comprenant un livret de 24 pages, illustré en photos et de commentaires relatifs aux principaux instruments exposés au musée.

### Pages connexes
- Liste des musées du canton de Vaud
- La Tribune de l'orgue